# Thổ dân tại Brasil

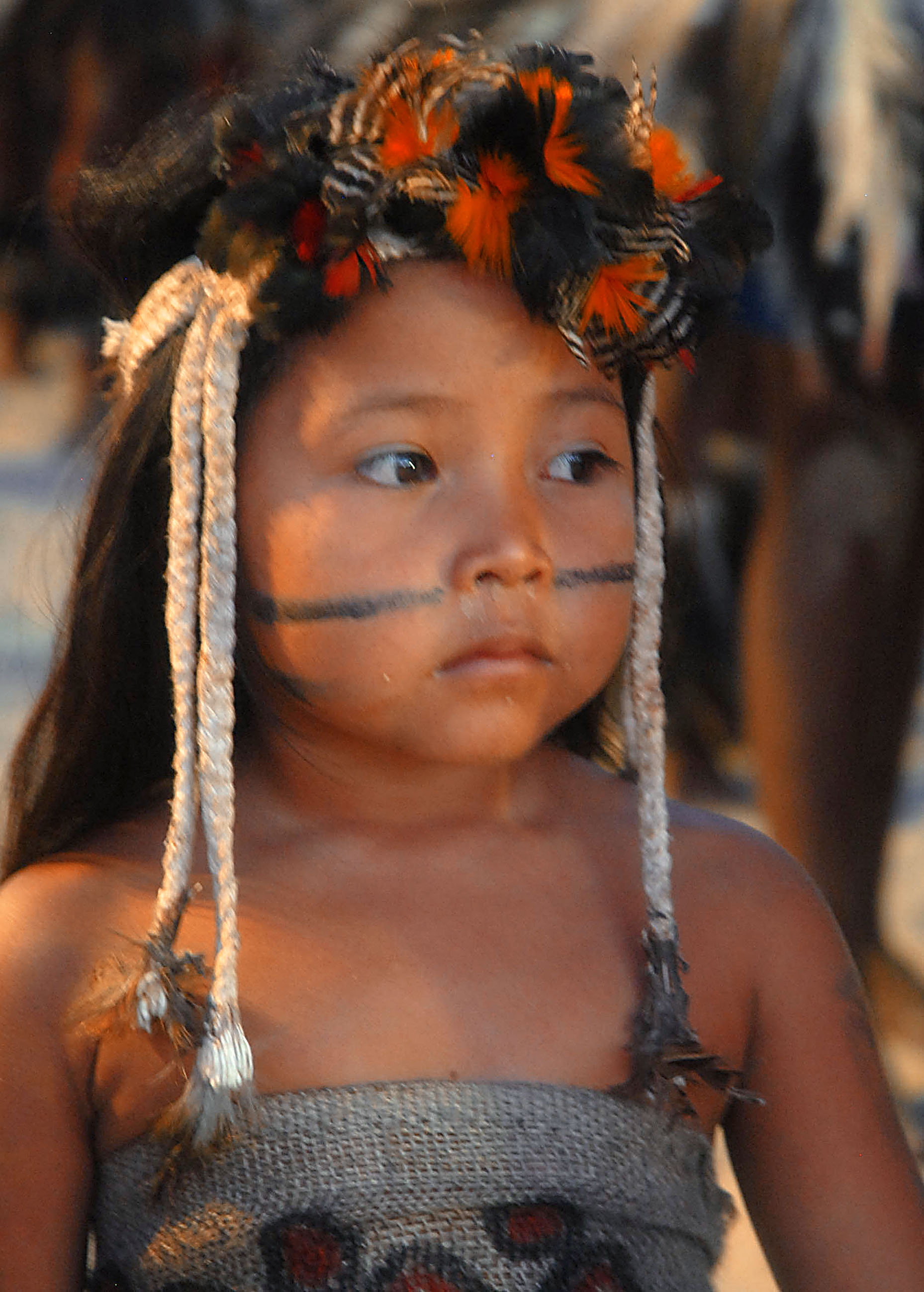
Một bé gái dân tộc Terena

Thổ dân tại Brasil (tiếng Bồ Đào Nha: povos indígenas no Brasil), hay Người Brasil gốc (tiếng Bồ Đào Nha: nativos brasileiros), gồm một nhóm nhiều dân tộc thiểu số sống tại vùng ngày nay là Brasil từ trước khi các đợt thám hiểm của Châu Âu diễn ra vào khoảng năm 1500. Khác với Christopher Columbus, người nghĩ mình đã tới Đông Ấn, những người Bồ Đào Nha, nổi tiếng nhất là Vasco da Gama, đã tới Ấn Độ trước bằng đường biển Ấn Độ Dương khi họ đến Brasil.
Dù vậy, từ índios ("Người Ấn Độ") được dùng lúc đó để chỉ những người thuộc Tân Thế giới và tiếp tục được sử dụng ngày nay trong tiếng Bồ Đào Nha, trong khi những người Ấn Độ thực sự được gọi là indianos nhằm phân biệt hai người.
Tại thời điểm tiếp xúc với người châu Âu, những người bản địa tại Brasil phần lớn theo truyền thống bán du mục trong những bộ lạc kiếm găn trên săn bắt, đánh cá, hái lượm và nông nghiệp. Tính đến năm 2008, dân số bản địa có khoảng 1,6 triệu người hay 0,83% dân số cả nước.
Một phần lớn dân số thổ dân bị suy giảm bởi những dịch bệnh mà người châu Âu mang tới, từ đỉnh điểm của hằng triệu người của thời Colombo cho đến khoảng 300,000 vào năm 1997, ảnh hưởng khoảng 200 bộ lạc. Dù vậy, con số chính xác có thể lớn hơn nhiều nếu tính tới cả những người thổ dân sống tại tất cả những thành phố Brasil ngày này. Một cuộc khảo sát ngôn ngữ học cách đây khá lâu cho thấy có 274 ngôn ngữ thổ dân của 304 nhóm dân tộc bản địa khác nhau.
Vào ngáy 18 tháng 1 năm 2007, FUNAI báo cáo rằng có tổng cộng 67 bộ lạ chưa tiếp xúc với thế giới bên ngoài tại Brasil, tăng lên từ con số 40 bộ lạc của năm 2005. Với con số này Brasil đã vượt qua New Guinea, trở thành nước có số bộ lạc chưa tiếp xúc với thế giới bên ngoài nhiều nhất.
Những người thổ dân tại Brasil đã có những đóng góp đáng kể và có thể nhận thấy ở khắp nơi với những kiến thức y tế mà ngày nay được dùng bởi các hãng dược hay trong việc phát triển văn hóa, nông nghiệp, ví dụ như việc trồng thuốc lá, cassava và một số loại cây khác.
Trong khảo sát IBGE gần đây nhất (2010), 817,000 người Brazil tự nhận mình là thổ dân.

## Nguồn gốc

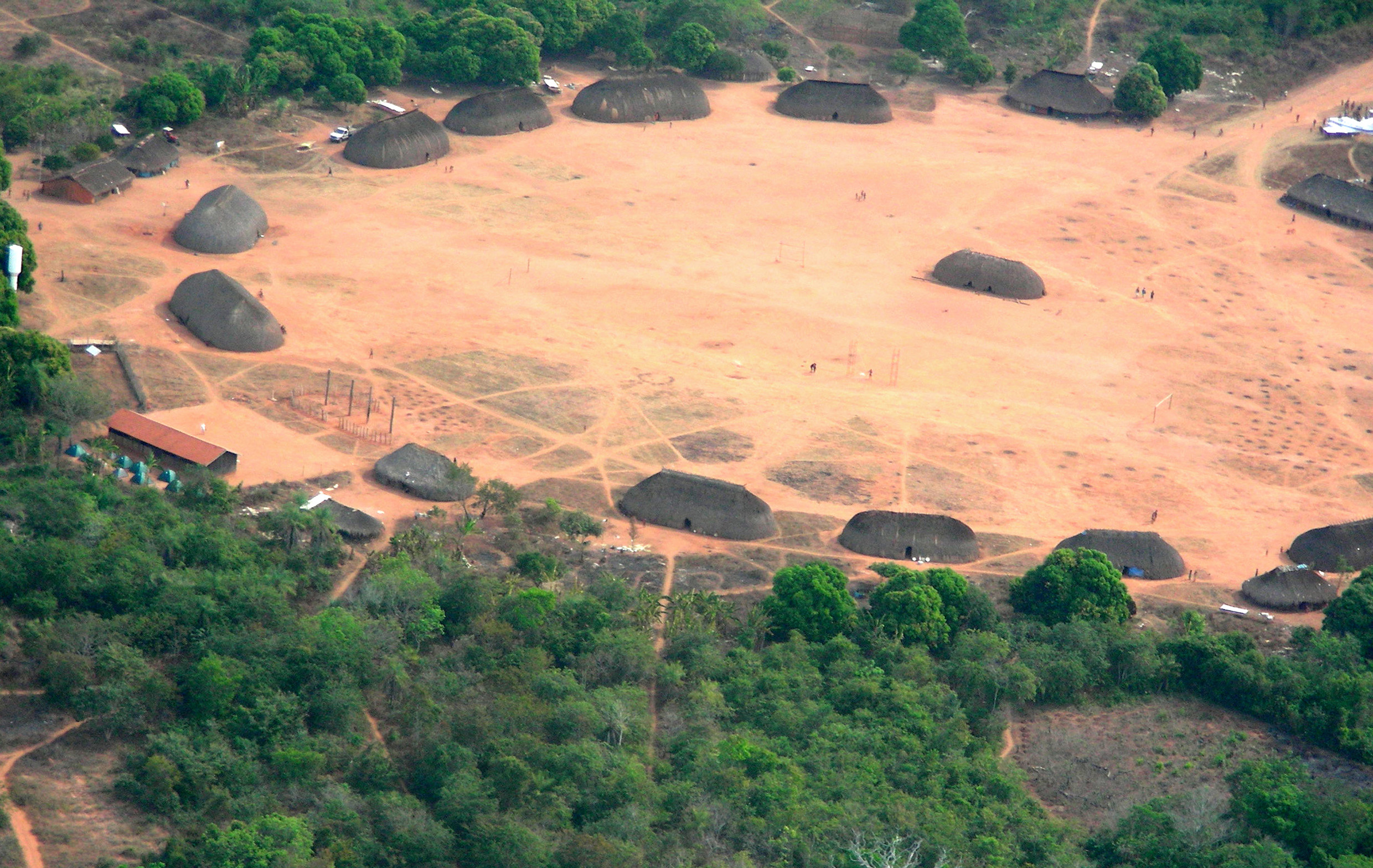
Xingu, một vùng lãnh thổ thổ dân thuộc Brasil

## Các nghiên cứu di truyền học

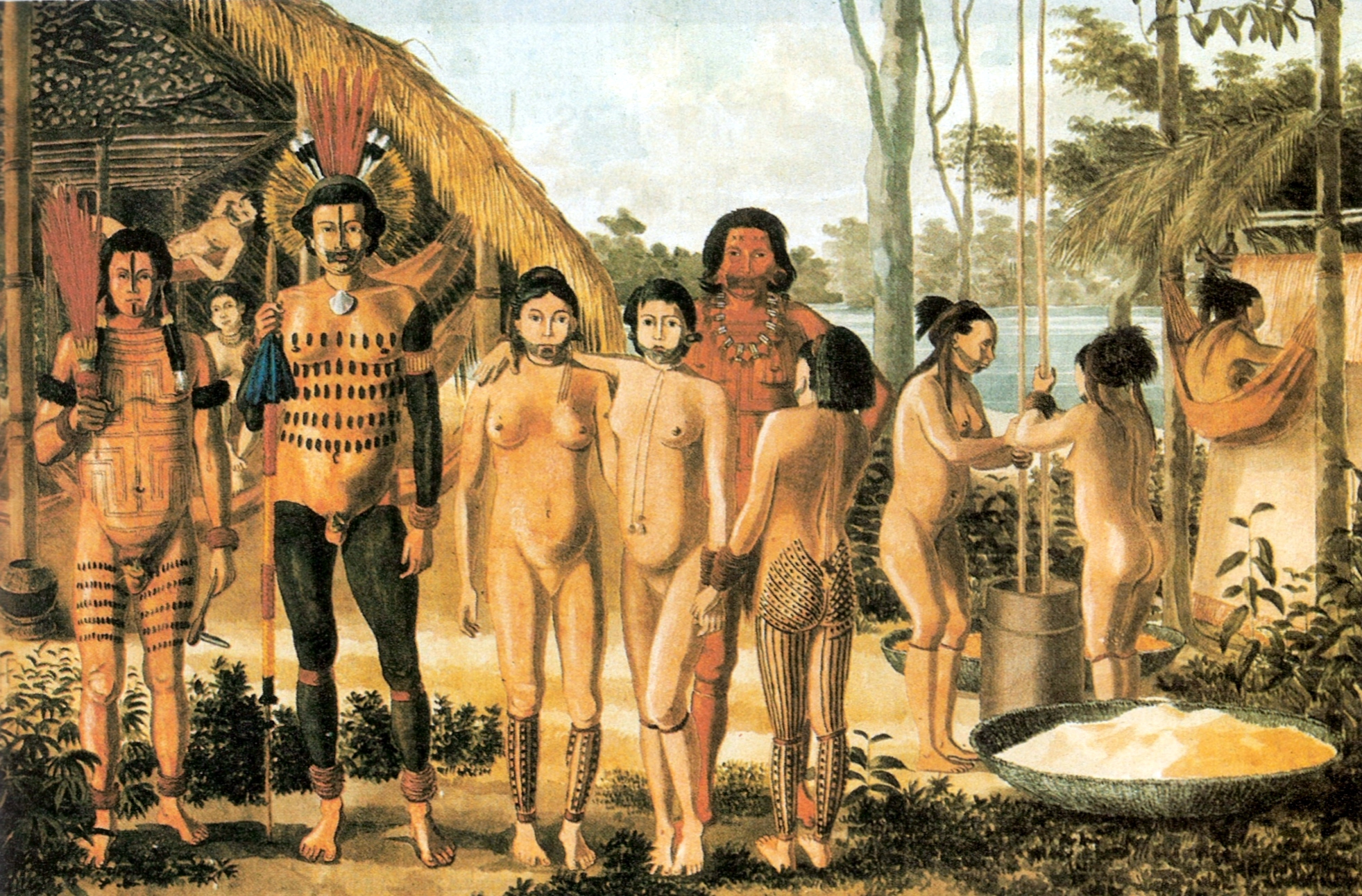
Người Apiacá, vẽ bởi Hércules Florence, 1827

## Các nhóm sắc tộc lớn

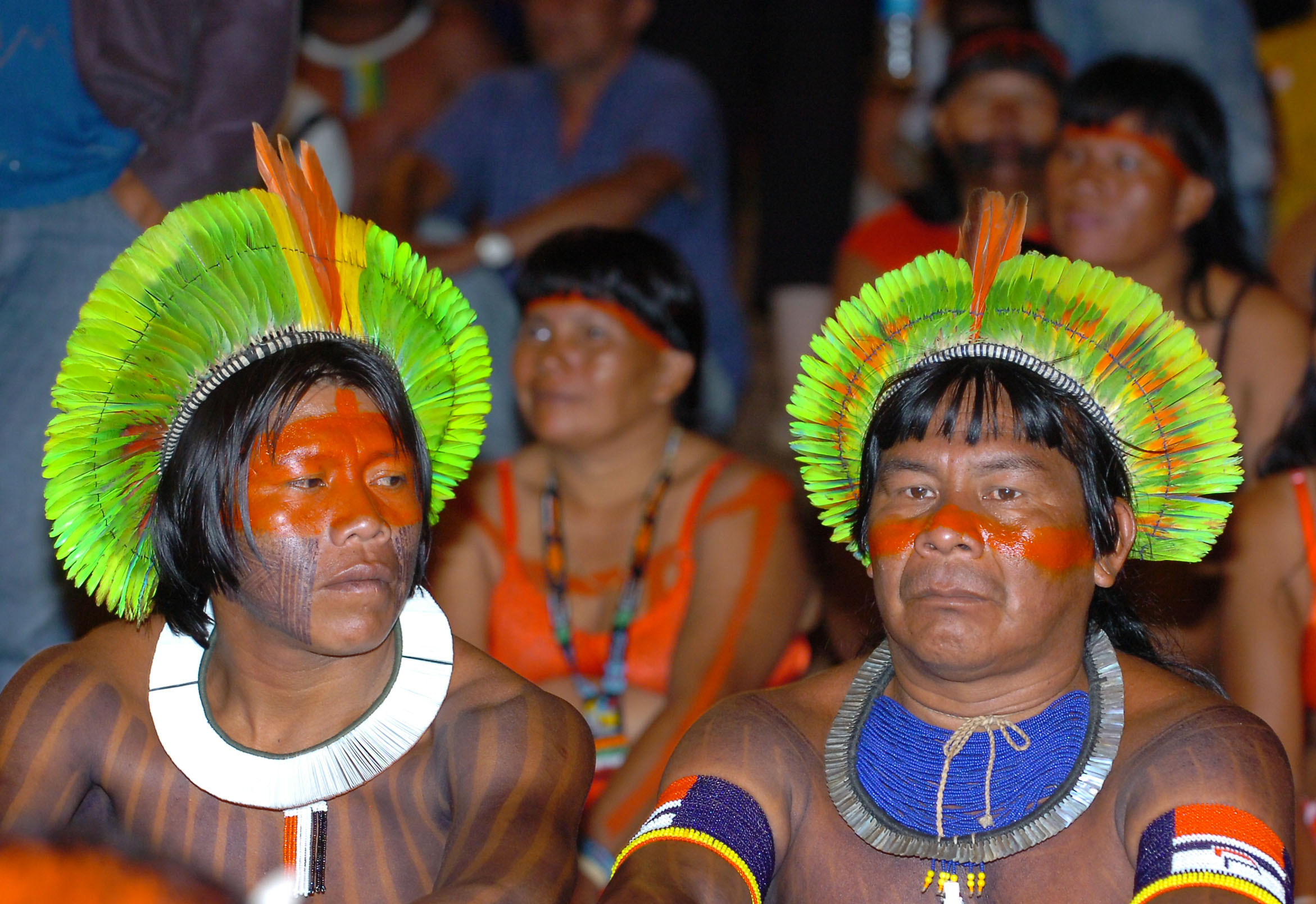
Hai người đàn ông thổ dân

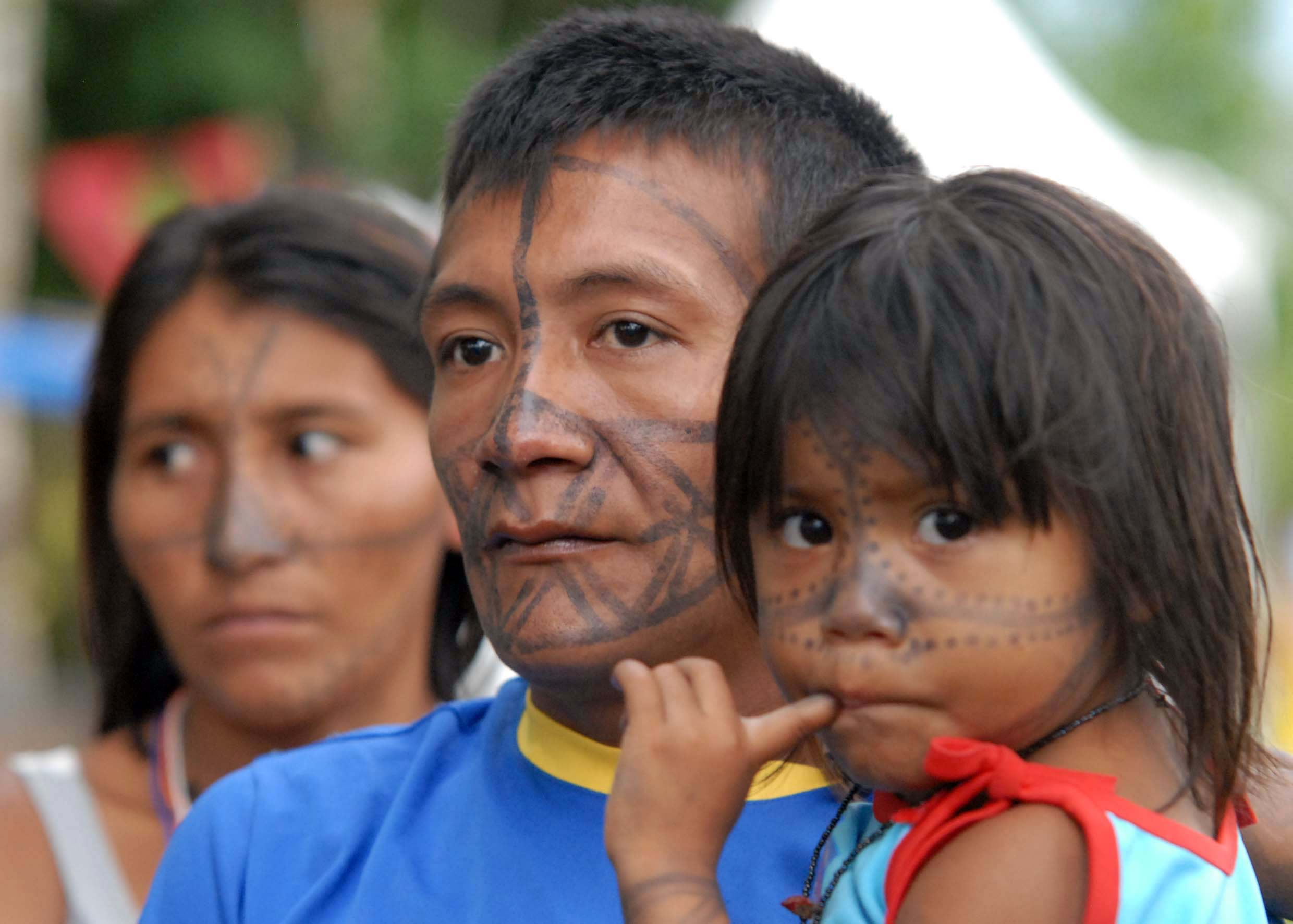
Một gia đình thổ dân Brasil